# Acronicta calceata
Acronicta calceata là một loài bướm đêm trong họ Noctuidae.